# 1902 год в музыке

## События
- 30 апреля — премьера оперы Клода Дебюсси «Пеллеас и Мелизанда» в Опера-Комик, Париж
- 9 июня — премьера Симфонии № 3 Густава Малера в Крефельде
- 1 декабря — Карл Нильсен дирижирует на премьере своей Симфонии № 2 в Копенгагене
- Начало карьеры Ледбелли[1]

## Хиты
- «Arkansaw Traveler»

## Классическая музыка
- Александр Глазунов — Симфония № 7 «Пастораль»; сюита для оркестра «Из средних веков»
- Альфред Хилл — кантата «Хинемоа»
- Витезслав Новак — «В горах Татра»
- Йоханнес Ханссен — «Вальдрес-марш»
- Петер Эразм Ланге-Мюллер — Концерт для скрипки с оркестром, соч. 69

## Опера
- Франческо Чилеа — «Адриана Лекуврёр»
- Клод Дебюсси — «Пеллеас и Мелизанда»
- Мануэль де Фалья — «Любовные увлечения Инес»
- Жюль Массне — «Жонглёр Богоматери»
- Карл Нильсен — «Саул и Давид»
- Эмиль Пессар — «Армия девственниц»
- Джордже Штефэнеску — «Петра»
- Эдвард Герман — «Весёлая Англия»
- Альберто Франкетти — «Германия»

## Родились

### Январь
- 11 января — Морис Дюрюфле (ум. 1986) — французский композитор и органист
- без точной даты — Билли Пигг[англ.] (ум. 1968) — британский волынщик

### Февраль
- 26 февраля — Рудольф Моральт (ум. 1958) — немецкий дирижёр

### Март
- 16 марта — Леон Ропполо[англ.] (ум. 1943) — американский джазовый кларнетист
- 21 марта — Сон Хаус (ум. 1988) — американский блюзовый певец и гитарист
- 29 марта — Уильям Уолтон (ум. 1983) — британский композитор и дирижёр

### Апрель
- 8 апреля — Мария Максакова (ум. 1974) — советская и российская оперная певица (лирическое меццо-сопрано), педагог и публицист
- 24 апреля — Руб Блум[англ.] (ум. 1976) — американский пианист и композитор
- 26 апреля — Владислав Даниловский[пол.] (ум. 2000) — польский и американский композитор, пианист и певец

### Май
- 1 мая — Сонни Хэйл[англ.] (ум. 1959) — британский актёр и певец
- 9 мая — Георгий Хубов (ум. 1981) — советский музыковед, педагог и общественный деятель
- 11 мая — Биду Сайан (ум. 1999) — бразильская оперная певица (сопрано)
- 18 мая — Мередит Уиллсон[англ.] (ум. 1984) — американский флейтист, композитор и дирижёр
- 19 мая — Любка Колесса (ум. 1997) — австрийская и канадская пианистка и музыкальный педагог украинского происхождения
- 23 мая — Хидэо Сайто (ум. 1974) — японский композитор, виолончелист, дирижёр и педагог
- 31 мая — Билли Мэйерл[англ.] (ум. 1959) — британский пианист и композитор

### Июнь
- 6 июня — Джимми Лансфорд[англ.] (ум. 1947) — американский джазовый саксофонист и бэнд-лидер
- 9 июня — Скип Джеймс (ум. 1969) — американский блюзовый певец, гитарист и пианист
- 17 июня — Сэмми Файн (ум. 1989) — американский композитор
- 19 июня — Гай Ломбардо (ум. 1977) — канадский и американский скрипач, руководитель ансамбля Royal Canadians
- 28 июня — Ричард Роджерс (ум. 1979) — американский композитор

### Июль
- 19 июля — Бастер Бэйли[англ.] (ум. 1967) — американский джазовый кларнетист
- 20 июля — Джимми Кеннеди[англ.] (ум. 1984) — североирландский поэт-песенник
- 21 июля — Омер Симеон[англ.] (ум. 1959) — американский джазовый кларнетист

### Август
- 9 августа — Зино Франческатти (ум. 1991) — французский скрипач

### Сентябрь
- 11 сентября — Наум Вальтер (ум. 1980) — советский пианист

### Октябрь
- 19 октября — Теодоро Валькарсель (ум. 1942) — перуанский композитор, пианист и фольклорист
- 25 октября — Эдди Лэнг[англ.] (ум. 1933) — американский джазовый гитарист
- 31 октября — Сергей Павлюченко (ум. 2000) — советский и российский музыковед, композитор и музыкальный педагог

### Ноябрь
- 18 ноября — Жорж Алека Дамас (ум. 1982) — габонский поэт и композитор, автор государственного гимна Габона «Согласие»

### Декабрь
- 15 декабря — Мэри Скипинг[англ.] (ум. 1984) — британская балерина и хореограф
- 27 декабря — Сэм Кослоу[англ.] (ум. 1982) — американский автор песен и певец

## Скончались

### Январь
- 11 января — Джеймс Джеймс[англ.] (69) — валлийский арфист, автор музыки гимна Уэльса Hen Wlad fy Nhadau
- 17 января — Элиас Бликс (65) — норвежский поэт, музыкант и политический деятель
- 18 января — Филиппо Маркетти (70) — итальянский оперный композитор
- 20 января — Камилла Урсо[англ.] (59) — американская скрипачка французского происхождения

### Февраль
- 1 февраля — Саломон Ядассон (70) — немецкий композитор и музыкальный педагог
- 2 февраля — Эмануил Манолов (42) — болгарский композитор, хоровой дирижёр и педагог
- 9 февраля — Людвиг фон Бреннер (68) — немецкий дирижёр и композитор
- 11 февраля — Леонид Малашкин (59/60) — российский композитор, дирижёр, пианист и исполнитель на фисгармонии

### Март
- 21 марта — Франц Нахбаур[нем.] (66) — немецкий оперный певец (тенор)

### Апрель
- 2 апреля — Этна Кэрбери[англ.] (37) — ирландская журналистка, писательница и поэтесса
- 14 апреля — Поль Авенель (78) — французский писатель, поэт, гогетье и песенник

### Июнь
- 17 июня — Карл Пиутти[нем.] (56) — немецкий органист и композитор

### Июль
- 6 июля — Леопольдо Мигес[порт.] (51) — бразильский композитор

### Август
- 3 августа — Август Клугхардт (54) — немецкий дирижёр и композитор

### Сентябрь
- 7 сентября
  - Франц Вюльнер (70) — немецкий дирижёр и композитор
  - Энрике Гаспар[исп.] (60) — испанский писатель, автор в жанре сарсуэла
- 11 сентября — Эмиль Бернар[фр.] (58) — французский композитор и органист
- 26 сентября — Камилль д’Эльмар[англ.] (41) — американская актриса и оперная певица
- 28 сентября — Ион Иванович (56/57) — румынский композитор и военный капельмейстер

### Ноябрь
- 22 ноября — Септимус Уиннер[англ.] (75) — американский автор песен

### Без точной даты
- Джонс Хьюсон[англ.] (27) — валлийский оперный певец (баритон)